# منطقة البحيرات المازورية
منطقة البحيرات المازورية هي منطقة بحيرات في شمال شرق بولندا تحتوي على 2000 بحيرة. تمتد هذه المنطقة لمساحة 290 كم من نهر فيستولا إلى الحدود مع لتوانيا. تشغل مساحة 52000 كيلومتر مربع. وتقع في منطقة مازوريا.

## التاريخ
تشكلت هذه المنطقة بعد العصر الجليدي حيث ان أغلب تلالها مكونة من ركام جليدي وغالبية بحيراتها تعبارة عن تجمعات مائية تشكلت من سدود من الركام الجليدي.